# Pardosa songosa
Pardosa songosa là một loài nhện trong họ Lycosidae.
Loài này thuộc chi Pardosa. Pardosa songosa được Benoy Krishna Tikader & A. Malhotra miêu tả năm 1976.